# Laphria gibbosa
Laphria gibbosa is een vlieg uit de familie van de roofvliegen (Asilidae). De wetenschappelijke naam van de soort werd als Asilus gibbosus in 1758 gepubliceerd door Carl Linnaeus.